# Yourbook.shop
yourbook.shop (ehemals log.os und mojoreads) ist eine Online-Plattform für Literatur, die Community- und Shop-Elemente miteinander kombiniert. 
Im Gegensatz zu Literatur-Communities wie LovelyBooks oder Goodreads verfügt yourbook.shop sowohl über eine eigene E-Reading-Software als auch über einen Shop, sodass Bücher direkt auf der Plattform gekauft und gelesen und deren Inhalte geteilt werden können. 

## Funktionsweise
Die Website ist werbefrei und baut auf den Empfehlungen von Mitgliedern auf, die über eine Affiliate-Gebühr an jedem Buch mitverdienen, das über ihre Empfehlung gekauft wird. Sie lässt sich daher dem Social Commerce zuordnen. 
Leser, Autoren, Blogger und Verlage können auf yourbook.shop ein eigenes Profil einrichten, ihre Bücher in Listen pflegen, Bücher bewerten, Themengruppen erstellen und einander folgen. Außerdem können über den Reader Textstellen kommentiert und geteilt werden (Social Reading).

## Geschichte
yourbook.shop wurde 2015 als log.os GmbH & Co. KG vom gemeinnützigen log.os Förderverein e.V. unter Leitung von Volker Oppmann gegründet. Oppmann hatte zuvor 2007 den Independent-Verlag Onkel & Onkel und 2008 das E-Book-Unternehmen textunes gegründet, das 2011 von der Buchhandelskette Thalia übernommen wurde.
Bei yourbook.shop wurde im Unterschied zu gewöhnlichen Start-up-Unternehmen bewusst auf Wagniskapital verzichtet und die Plattform stattdessen im Bereich der Gemeinwohl-Ökonomie positioniert. Als Sozialunternehmen erlegte man sich eine strikte Selbstverpflichtung auf, um die Plattform dauerhaft in den Dienst einer freiheitlich-demokratischen Wissens- und Informationsgesellschaft zu stellen.
2016 erfolgte der Launch der Website als Open-Beta-Plattform. Seit 2017 gibt es yourbook.shop auch als App für Android und iOS. 2021 wurde die Plattform von mojoreads in yourbook.shop umbenannt.